# Червоногарячий колір
Червоногарячий або яскраво-червоний — найяскравіший відтінок червоного кольору. Є найчистішим відтінком червоного кольору.
На колі барв розташований на чверті шляху від червоного до жовтогарячого.
Традиційно пов'язується з кольором полум'я, іноді — з кольором людської артеріальної крові, губ.

## Назва
В англійській мові колір носить назву англ. scarlet, яка пішла від лат. scarlatum, що було запозичено з перс. سقرلات, saqerlât. У середні віки так називалася надзвичайно дорога матерія, часто яскраво-червоного кольору. Найдавніше вживання такої назви для кольору в англійській мові датується 1250 роком.
В російській мові колір має назву рос. алый, що походить від тат. al, що в свою чергу походить від тюрк. alew — «полум'я».
В українській мові колір мав назву, похідну від лат. scarlatum — шарлатовий або шарлаховий, нині застарілу. Окрім того, у якості поетичних синонімів вживаються: жаркий, калиновий, пломенистий, червонястий, червлений, кумачовий.

## У культурі
- У американського письменника  Роберта Говарда в циклі оповідань про Конана присутнє оповідання «Шарлатова цитадель» (англ. The Scarlet Citadel) (1932);
- Роман американського письменника  Натаніеля Готорна «Шарлатова літера»[10] (англ. The Scarlet Letter) (1850).
- Пригодницький роман британської письменниці Емми Орци «Шарлатовий первоцвіт» (англ. The Scarlet Pimpernel) (1905);
- Роман американського письменника Джека Лондона «Шарлатова чума» (1912).

## Галерея

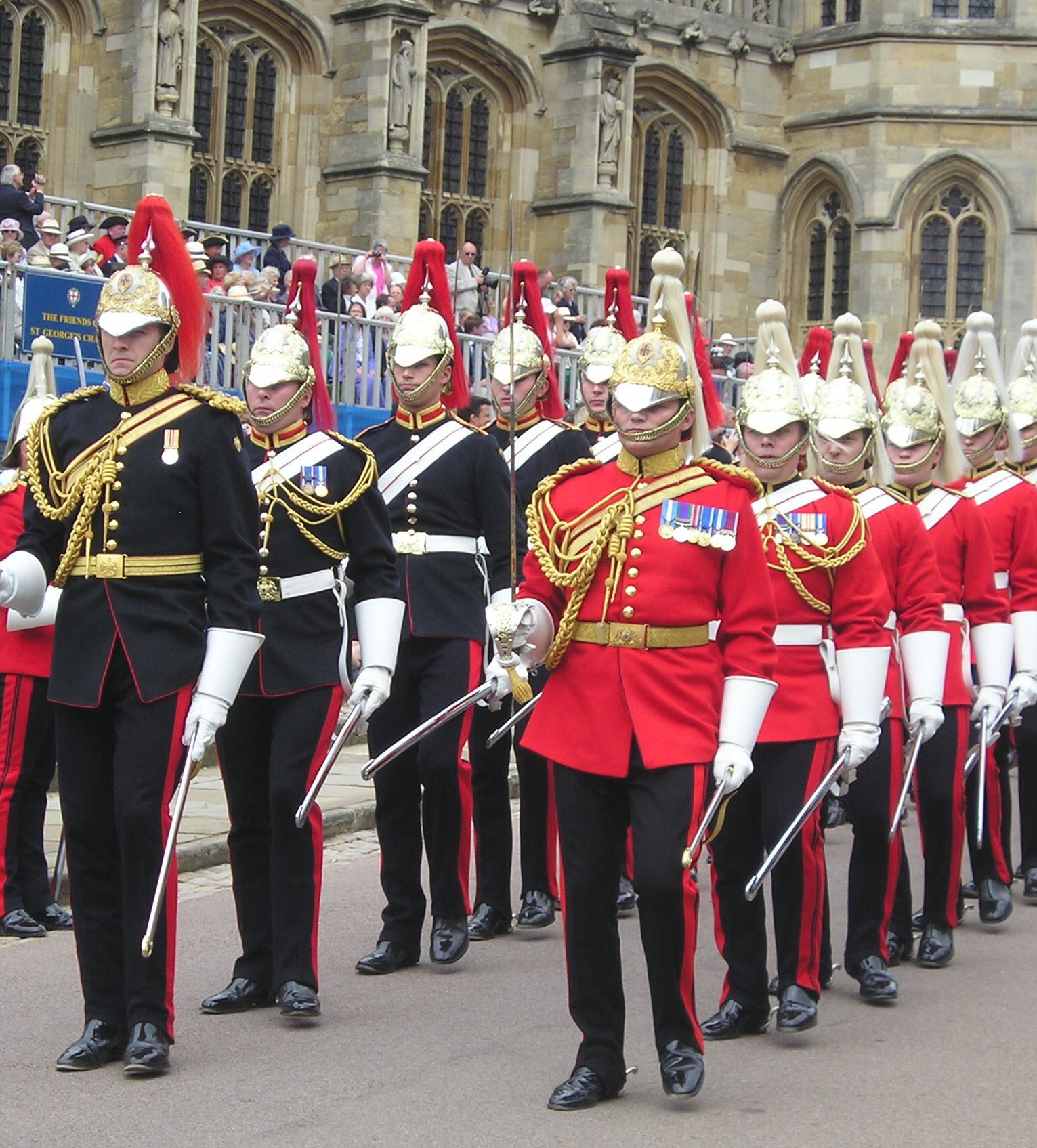
Військовики палацової кавалерії у традиційних шарлатових одностроях (Лондон, Велика Британія)
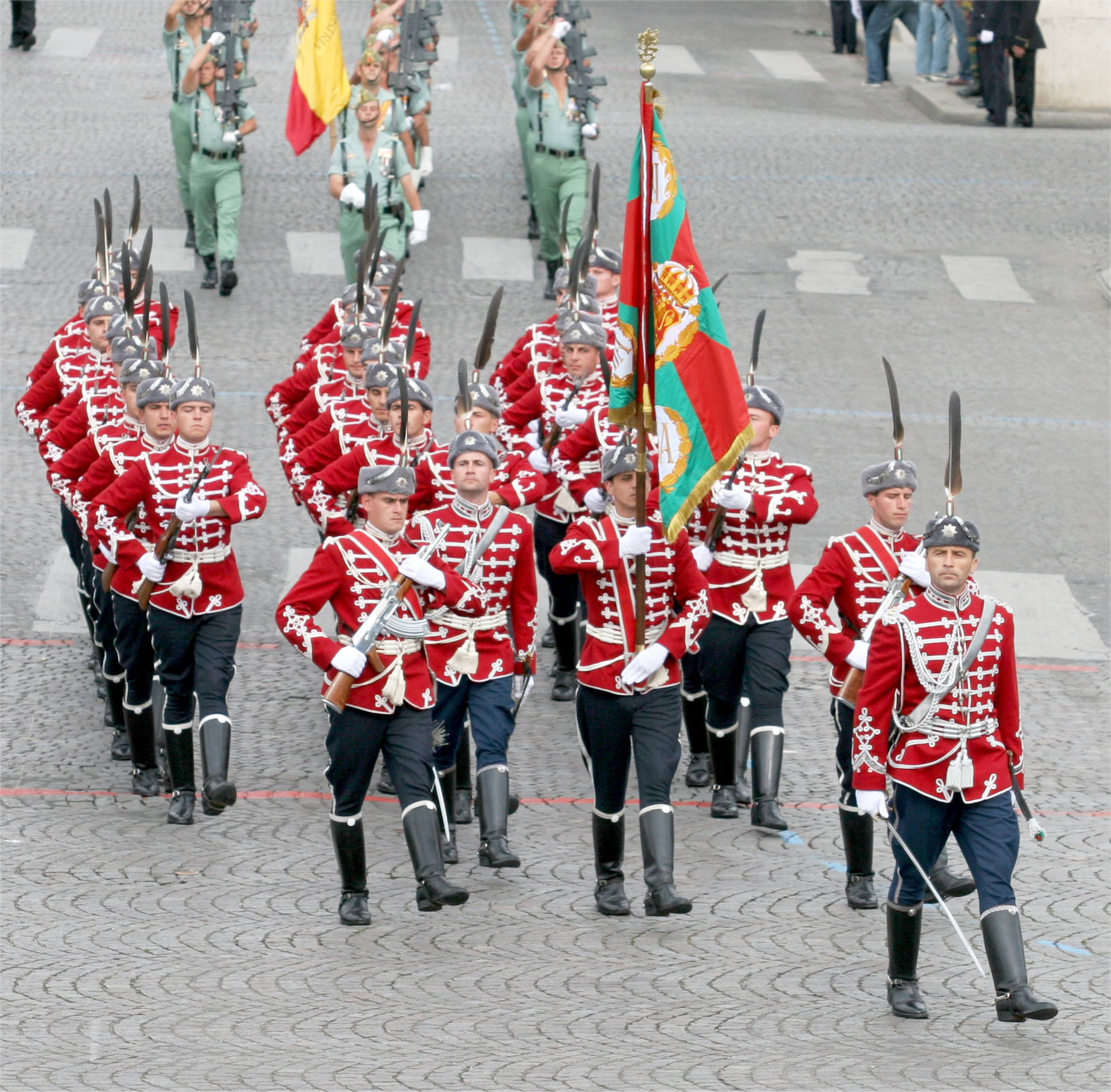
Військовики національної гвардії Болгарії у шарлатових одностроях (Париж, Франція)
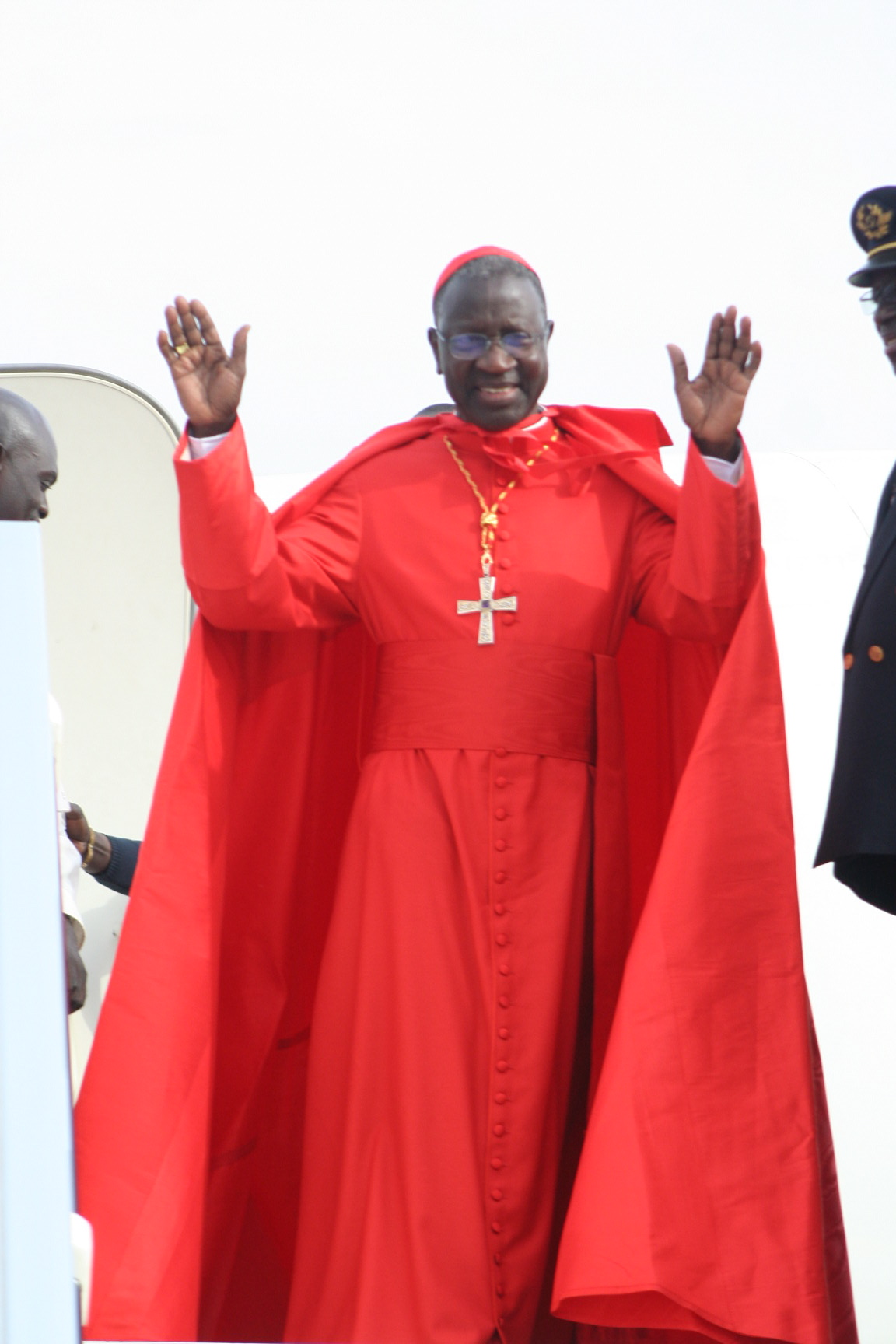
Римо-католицький кардинал
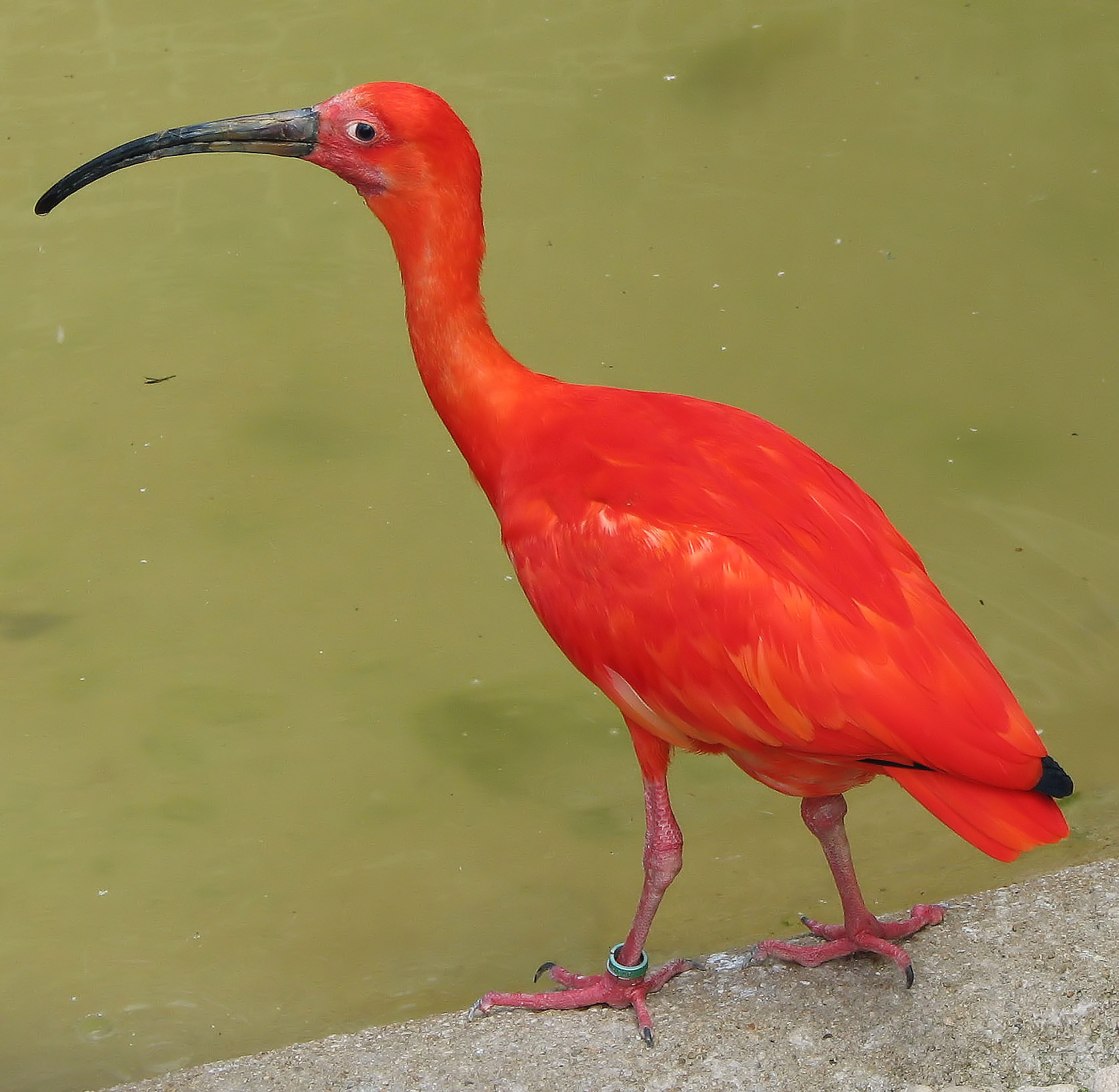
Ібіс червоний
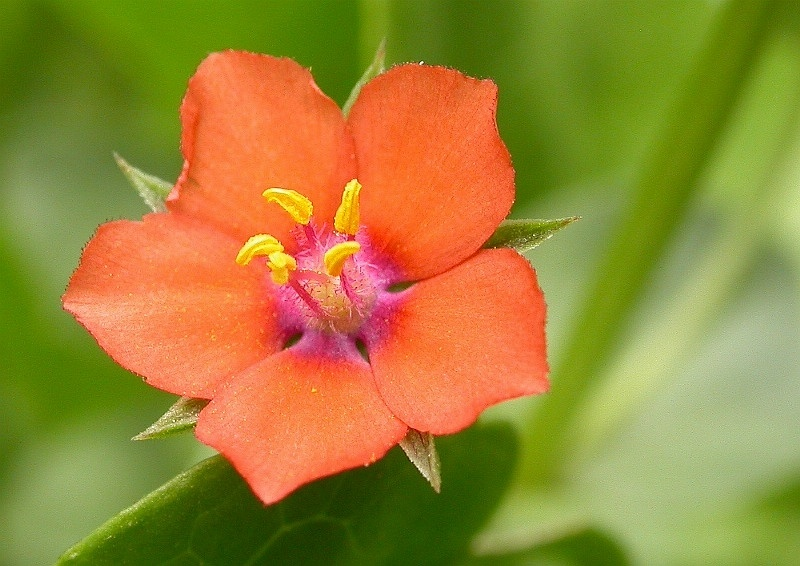
Курячі ока польові, також шарлатовий первоцвіт